# Jakow Issidorowitsch Perelman

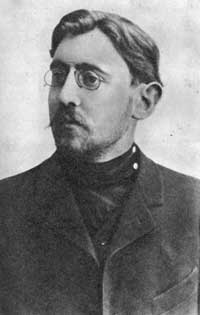
Jakow Perelman

Jakow Issidorowitsch Perelman (russisch Яков Исидорович Перельман; * 22. Novemberjul. / 4. Dezember 1882greg. in Białystok; † 16. März 1942 in Leningrad) war ein russischer Wissenschaftler, Journalist und Autor.

## Leben
Perelman wuchs im damaligen Gouvernement Grodno des Russischen Reiches auf. Zusammen mit seinem Bruder begann er ein Studium am Petersburger Forstinstitut. Während des Studiums arbeitete er als Korrektor bei einem Verlag und begann sich mit der journalistischen Darstellung der Naturwissenschaften zu beschäftigen. Ab 1901 arbeitete er für das Magazin Priroda i ljudi (Natur und Menschen). 1904 wurde er Chefredakteur. Nach einer langen Unterbrechung des Studiums durch Krankheit beendete er es 1909 als Diplom-Forstwirt.
Er arbeitete jedoch nie auf diesem Berufsfeld, sondern widmete sich der Tätigkeit als Autor und Pädagoge. So war er in den ersten sechs Jahren nach der Oktoberrevolution Dozent für Physik und Mathematik an verschiedenen Instituten und verfasste 18 Schulbücher. 1915 heiratete Jakow Perelman die Ärztin Anna Kaminskaja.
Im Jahre 1917 arbeitete er als Geschäftsführer der „Besonderen Konferenz für Brennstoffe“ und schlug vor, die Uhren in Russland zur Energieeinsparung eine Stunde vorzustellen, was als Gesetz angenommen wurde. Danach fungierte Perelman als Inspektor des Volksbildungsministeriums der Russischen Sozialistischen Föderativen Sowjetrepublik (RSFSR) und arbeitete Lehrpläne- und -materialien für den Physik- und Mathematikunterricht aus. Mit Nadeschda Krupskaja gründete er die populärwissenschaftliche Zeitschrift W masterskoi prirody (In der Werkstatt der Natur) und arbeitete dort als Redakteur bis 1927.
Nach Beginn des Zweiten Weltkrieges hielt er Vorträge über den Luftschutz und Luftabwehr und war als Instrukteur während der Leningrader Blockade tätig. Nachdem sein Sohn gefallen war, starb seine Frau Anfang 1942. Er selbst erlag den Entbehrungen am 16. März desselben Jahres.
Insgesamt schrieb er über 100 Bücher, die allein in der Sowjetunion 400 Auflagen erfuhren und in über 13 Millionen Exemplaren gedruckt wurden. Von ihm wurden 18 Bücher ins Englische und 15 ins Deutsche übersetzt.
Eines seiner Bücher ist das Sachbuch „Занимательная Алгебра“ (Unterhaltsame Algebra), das 1959 im Staatlichen Verlag für physikalische und mathematische Literatur in Moskau erschien. Das Buch wurde von Ludwig Müller aus Brandenburg übersetzt und erschien 1965 vom Verlag „Volk und Wissen Volkseigener Verlag Berlin“. Der Einzelhandelsverkaufspreis (EVP) betrug 4,65 MDN.
Die 9 Kapitel mit interessanten Rechenaufgaben sowie der Einband wurden mit Grafiken von Harri Parschau illustriert. Das Lehrbuch eignete sich als begleitendes Unterrichtsmaterial in Mathematik etwa von der 7. bis zur 12. Klasse.
Weitere Bücher von ihm sind:
- „Unterhaltsame Arithmetik“ vom Verlag Volk und Wissen Volkseigener Verlag Berlin 1963 (Das Buch ist digitalisiert und auf mathematikalpha.de downloadbar; 56 MB).

- „Heitere Mathematik“ vom Der Kinderbuchverlag Berlin 6. Auflage (Das Buch ist digitalisiert und auf mathematikalpha.de downloadbar; 33 MB).

- „Unterhaltsame Physik“ (Kapitel 1–9) vom VEB Fachbuchverlag Leipzig 1985 (Das Buch ist digitalisiert und auf mathematikalpha.de downloadbar; 61 MB).

- „Unterhaltsame Physik“ (Kapitel 10–15) vom VEB Fachbuchverlag Leipzig 1985 (Das Buch ist digitalisiert und auf mathematikalpha.de downloadbar; 66 MB).

- „Geometrische Denkaufgaben“ vom Der Kinderbuchverlag Berlin 1951 (Das Buch ist digitalisiert und auf mathematikalpha.de downloadbar; 7 MB).

- „Denkaufgaben mit Zahlenriesen“ vom Der Kinderbuchverlag Berlin 1950 (Das Buch ist digitalisiert und auf mathematikalpha.de downloadbar; 7 MB).

- „Mathematik im Spiel“ vom Der Kinderbuchverlag Berlin 1951 (Das Buch ist digitalisiert und auf mathematikalpha.de downloadbar; 6 MB).

- „Ein Frühstück mit Denkaufgaben“ vom Der Kinderbuchverlag Berlin 1950 (Das Buch ist digitalisiert und auf mathematikalpha.de downloadbar; 9 MB).

- „Unterhaltsame Geometrie“ (1963 in Deutsch)

## Sonstiges
Nach ihm wurde der Mondkrater Perel'man benannt.

## Werke (Auswahl)
- Unterhaltsame Physik. Verlag MIR, Moskau/VEB Fachbuchverlag, Leipzig 1989, ISBN 3-343-00465-0.
- Unterhaltsame Geometrie. Eine Sammlung allgemeinverständlicher geometrischer Aufgaben zur Unterhaltung und Übung. 1. Auflage. Verlag Volk und Wissen, Berlin 1954, OCLC 22437550.